# 孝女伊麻
孝女伊麻（こうじょ いま、寛永元年〈1624年〉 - 元禄17年〈1704年〉2月27日）は江戸時代に盛んに表彰された孝子のひとり。伴蒿蹊の『近世畸人伝』(1790)に紹介されて、全国的に有名になった。大和国葛下郡布施の今市村（現在の奈良県葛城市南今市）に生まれ、弟とともに父親に孝養を尽くしたことで知られる。松尾芭蕉は吉野の帰り、貞享5年（1688年）4月12日に伊麻を訪問し、その苦労話に思わず落涙し、裳裾をぬらしたという。